# Agua Mosquito
Agua Mosquito är en ort i Mexiko.   Den ligger i kommunen Mazatlán Villa de Flores och delstaten Oaxaca, i den sydöstra delen av landet, 280 km sydost om huvudstaden Mexico City. Agua Mosquito ligger 1 522 meter över havet och antalet invånare är 467.
Terrängen runt Agua Mosquito är bergig åt sydost, men åt nordväst är den kuperad. Runt Agua Mosquito är det ganska tätbefolkat, med 75 invånare per kvadratkilometer. Närmaste större samhälle är Huautla de Jiménez, 9,4 km norr om Agua Mosquito. I omgivningarna runt Agua Mosquito växer i huvudsak städsegrön lövskog.